# Marklkofen

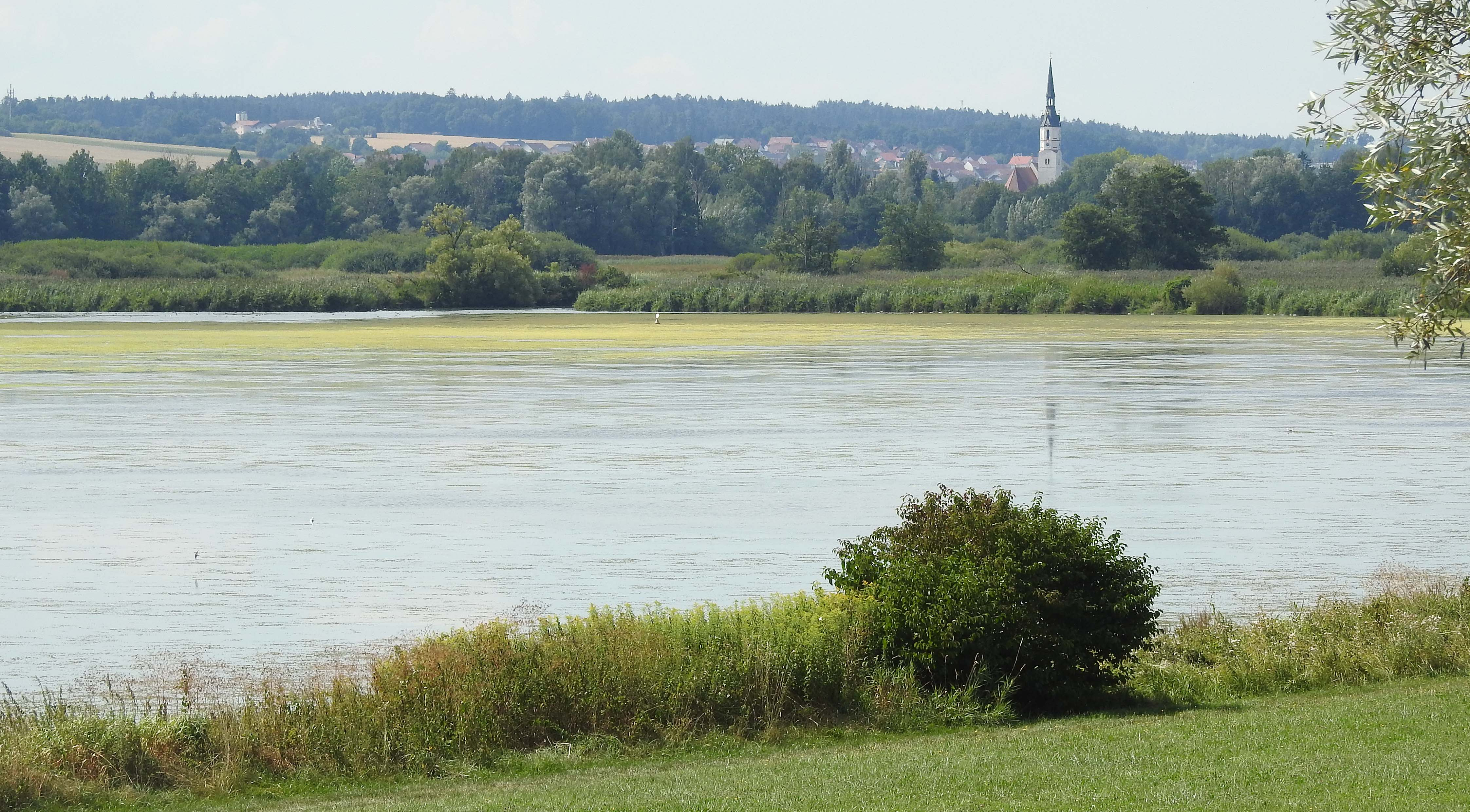
Vilstalsee mit der Kirche von Marklkofen

Marklkofen ist eine Gemeinde im niederbayerischen Landkreis Dingolfing-Landau.

## Geografie

### Lage und angrenzende Gemeinden
Die Gemeinde im Südwesten des Landkreises Dingolfing-Landau grenzt an die Landkreise Rottal-Inn und Landshut. Zu den angrenzenden Gemeinden zählen:
- Dingolfing im Nordwesten
- Gottfrieding im Norden
- Frontenhausen im Südwesten
- Reisbach im Osten und im Norden
- Loiching im Westen
- Gangkofen im Süden
- Aham im Süd-Westen

### Gemeindeteile
Es gibt 51 Gemeindeteile:
- Aichberg
- Aigen
- Aiglkofen
- Aunkofen
- Berngern
- Birnthal
- Bogen
- Eckschneid
- Einaugmühle
- Ernsthof
- Fellerhof
- Freinberg
- Gindlkofen
- Göttersberg
- Grietzen
- Grub
- Gruberhof
- Gschaid
- Hackl
- Hansöd
- Heimlichschönau
- Holzhäusl
- Hub
- Johannisschwimmbach
- Kay
- Klosbach
- Lauterbach
- Leiten
- Liebertsöd
- Marklkofen
- Mülleröd
- Petzenbrunn
- Pflanzenöd
- Poxau
- Reithen
- Rosenmühle
- Roßhof
- Rußhäusl
- Schwingham
- Senetsberg
- Siglhof
- Steinberg
- Stockhof
- Straßwimm
- Ulrichschwimmbach
- Warth
- Weiher
- Weinberg
- Wildenschönau
- Wunder
- Ziegelstadl

### Gemarkungen
Es gibt die Gemarkungen Marklkofen, Poxau, Steinberg, Frauenbiburg und Reith.

## Geschichte

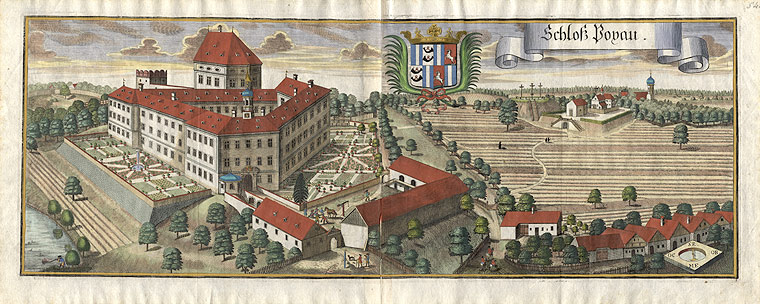
Michael Wening: Schloss Poxau, Anfang 18. Jh.

Das bedeutende Adelsgeschlechts der Zachreisen besaß seit mindestens 1410 das mittlere Schloss und später auch das untere Schloss in Marklkofen. Das Ortsadelsgeschlecht der Poxauer war im Mittelalter auch in Marklkofen reich begütert.
Marklkofen gehörte zu Beginn des 19. Jahrhunderts den Freiherren von Pfetten bzw. den Freiherren von Imsland. Der Ort war Teil des Kurfürstentums Bayern und umfasste zwei geschlossene Hofmarken, deren Sitz das jeweilige Schloss (mittleres/Pfetten, unteres/Imsland) war. Die Reichsfreiherrn von Fraunhofen als Nachfolger der Poxauer waren bis um 1857 ebenfalls Eigentümer. Durch eine Schenkung des seinerzeitigen Chefs des Hauses ging das Schloss nebst Grundbesitz an die Armen Schulschwestern v. U. L. Fr. mit der Auflage, darin auch eine Schule zu begründen. Bis zuletzt wurden 40 interne und 30 externe Schülerinnen unterrichtet. Im November 2006 fiel die Schenkung zurück an den Grafen Christoph von Soden-Fraunhofen in Neufraunhofen, da der Betrieb, zuletzt einer Berufsfachschule für Kinderpflege, durch die Armen Schulschwestern nicht mehr aufrechterhalten werden und das Bistum Regensburg nicht in die Stiftung einsteigen konnte.
Zur 1818 durch das bayerische Gemeindeedikt gegründeten Gemeinde Marklkofen gehörten folgende Teilorte und Wohnplätze:
- Marklkofen
- Bogen
- Eckschneid
- Einaugmühle
- Feldmühle
- Frontenhausen, Bahnhof
- Hansöd
- Johannisschwimmbach
- Kreuth
- Lauterbach
- Mülleröd
- Rußhäusl
- Schwingham
- Siglhof
- Ulrichschwimmbach

Am 15. Oktober 1875 erhielt Marklkofen mit Eröffnung der Bahnstrecke Mühldorf–Pilsting Anschluss an das Eisenbahnnetz. Seit 1969 ist die Verbindung jedoch nördlich von Marklkofen stillgelegt, während der Südabschnitt seit dem 27. September 1970 nur mehr im Güterverkehr genutzt wird.

### Eingemeindungen
| Ehemalige Gemeinde | Fläche ha | Einwohner (1970) | Datum      | Anmerkung |
| ------------------ | --------- | ---------------- | ---------- | --- |
| Frauenbiburg       | 620,91    | 150              | 01.01.1972 | Eingliederung von 150 der 925 Einwohner, Umgliederung der anderen Einwohner nach Dingolfing; am 1. Juli 1979 Umgliederung der Ortsteile Achatzstall und Neuhausen mit 30 Einwohnern nach Dingolfing |
| Poxau              | 957,79    | 654              | 01.04.1971 | |
| Reith              | 357,55    | 95               | 01.04.1971 | Eingliederung von 95 der 522 Einwohner (Gemeindeteile Aunkofen, Hackl, Weiher und die wegen des Vilstalsees abgesiedelte Höfertsmühle), Umgliederung der anderen Einwohner nach Reisbach            |
| Steinberg          | 651,64    | 815              | 01.04.1971 | |

### Einwohnerentwicklung
Im Zeitraum 1988 bis 2018 wuchs die Gemeinde von 3443 auf 3737 um 294 Einwohner bzw. um 8,5 %.
- 1961: 2669 Einwohner
- 1970: 2952 Einwohner
- 1987: 3358 Einwohner
- 1991: 3624 Einwohner
- 1995: 3707 Einwohner
- 2000: 3732 Einwohner
- 2005: 3703 Einwohner
- 2010: 3659 Einwohner
- 2015: 3681 Einwohner

## Politik

### Bürgermeister
Erster Bürgermeister ist seit Mai 2014 Peter Rauscher (CSU); dieser wurde am 15. März 2020 ohne Gegenkandidat mit 87,5 % der Stimmen für weitere sechs Jahre bestätigt.

### Gemeinderat
Die Wahl am 15. März 2020 ergab folgende Mandatsverteilung im Gemeinderat (ohne 1. Bürgermeister):
- CSU: 5
- Freie Wähler: 4
- SPD: 1
- FrauenListe Marklkofen: 2
- Christliche Wählergemeinschaft Poxau: 2
- Junge Bürgerliste: 2

Die Wahlbeteiligung betrug 60,5 %.

### Wappen
| Wappen Gde. Marklkofen | Blasonierung: „In Schwarz ein verbreiterter silberner Balken, belegt mit dem Wort „lieb“ in roten gotischen Kleinbuchstaben.“ |
| Wappen Gde. Marklkofen | Die Gemeinde nahm 1954 das Wappen des in der Ortsgeschichte im 15. und 16. Jahrhundert bedeutenden Adelsgeschlechts der Zachreisen an. Diese Familie besaß seit mindestens 1410 das mittlere Schloss und später auch das untere Schloss in Marklkofen. Das Zachreis-Wappen ist seit etwa 1400 auf vielen Siegeln, auf Grabdenkmälern in der Pfarrkirche Marklkofen und in Wappensammlungen überliefert. Der 1423 in Marklkofen verstorbene Wilhelm Zachreis führte zum ersten Mal das Wort lieb im Wappen. |

### Gemeindepartnerschaften
- Polen: Seit dem 10. Mai 2001 besteht eine Partnerschaft mit der Gemeinde Sniadowo aus der Woiwodschaft Podlachien (polnisch Województwo podlaskie).[8]

## Kultur und Sehenswürdigkeiten

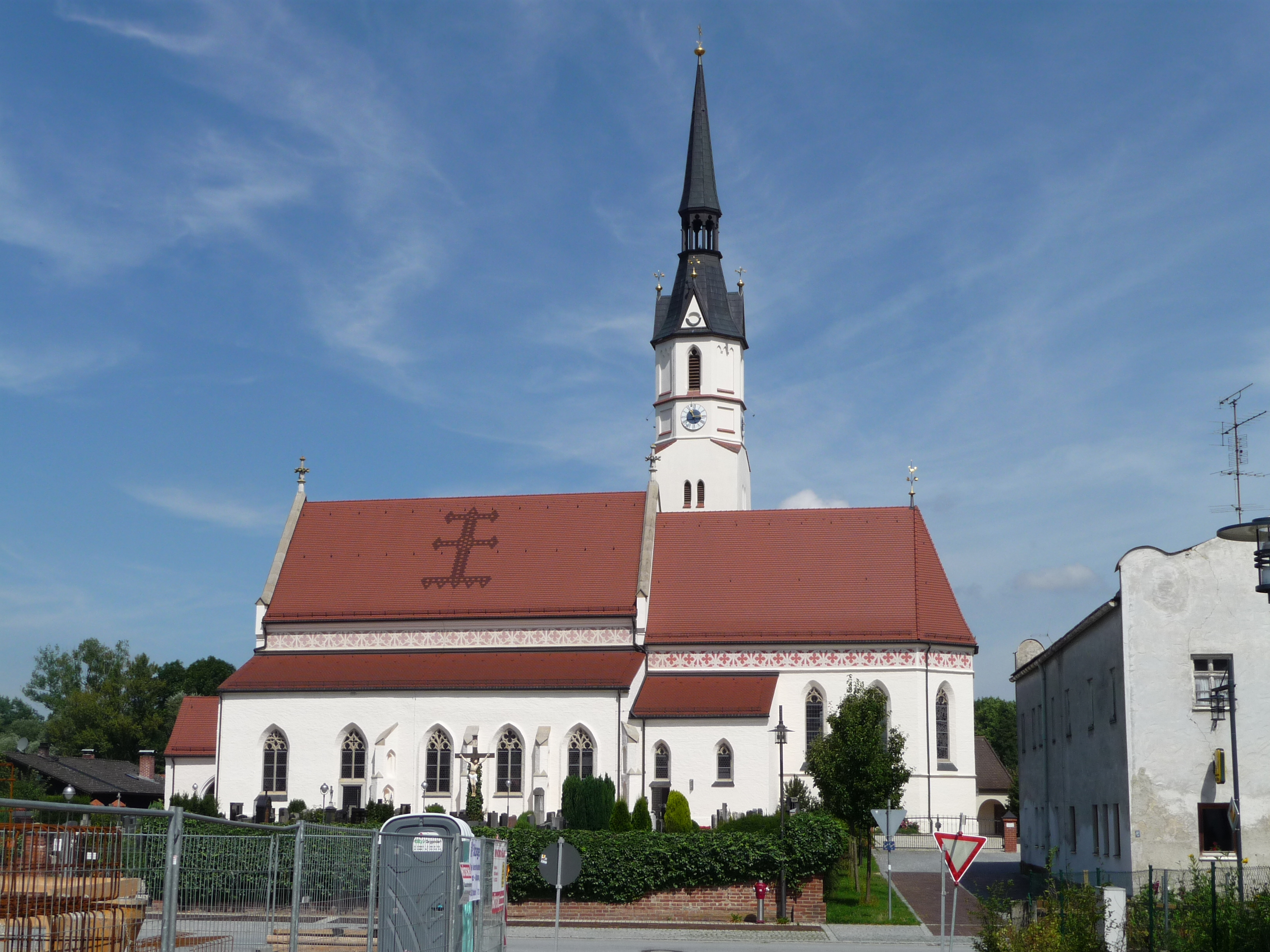
Die katholische Pfarrkirche Mariä Himmelfahrt

Die Pfarrkirche Mariä Himmelfahrt ist eine dreischiffige Pseudobasilika romanischen Ursprungs. Sie wurde im 15. Jahrhundert unter Einbeziehung der St.-Anna-Kapelle vergrößert. In ihrem Inneren befinden sich Schnitzfiguren aus dem 16. Jahrhundert und ein Sandsteinrelief Beweinung Christi von 1520. Bemerkenswert sind ferner mehrere Grabmale aus dem 15. und 16. Jahrhundert, darunter das Denkmal für Wilhelm Zachreis († 1423) und eine Rotmarmorplatte für die Brüder von Fraunberg (1555–60) sowie ein Epitaph für Johann von Fraunberg († 1597).

## Bau- und Bodendenkmäler
- Pfarrkirche Mariä Himmelfahrt
- Schloss Marklkofen
- Schloss Poxau

## Wirtschaft und Infrastruktur

### Wirtschaft einschließlich Land- und Forstwirtschaft
Im Jahr 2022 erzielte Marklkofen Einnahmen aus der Gewerbesteuer in Höhe von 2,60 Millionen Euro. Mit einem Gewerbesteuerhebesatz von 310 % zählt die Gemeinde zu den steuerlich attraktiven Standorten Deutschlands. Marklkofen ist etwa steuerlich deutlich günstiger als die Landeshauptstadt München (Gewerbesteuerhebesatz 490 %).
Am Ort befindet sich der zweitgrößte Arbeitgeber des Landkreises Dingolfing-Landau, der Automobilzulieferer Mann+Hummel GmbH, welcher auch Werke in Sonneberg, Speyer, Ludwigsburg und an weiteren Standorten betreibt. Weiterhin ist die Ziegelei Girnghuber (GIMA) (Girnghuber GmbH Marklkofen) zu erwähnen.
Es gab 1998 nach der amtlichen Statistik im Bereich der Land- und Forstwirtschaft acht, im produzierenden Gewerbe 2330 und im Bereich Handel und  Verkehr 26 sozialversicherungspflichtig Beschäftigte am Arbeitsort. In sonstigen Wirtschaftsbereichen waren am Arbeitsort 98 Personen sozialversicherungspflichtig beschäftigt. Sozialversicherungspflichtig Beschäftigte am Wohnort gab es insgesamt 1409. Im verarbeitenden Gewerbe gab es vier, im Bauhauptgewerbe fünf Betriebe. Zudem bestanden im Jahr 1999 94 landwirtschaftliche Betriebe mit einer landwirtschaftlich genutzten Fläche von 2515 ha, davon waren 2118 ha Ackerfläche und 388 ha Dauergrünfläche. Des Weiteren existiert ein Sägewerk mit einer Hobelmaschine. Dieses verkauft unter anderem Rindenmulch an jedermann.

### Verkehr
Mitten im Ort liegt der Bahnhof Frontenhausen-Marklkofen der stillgelegten Bahnstrecke Mühldorf–Pilsting.

### Bildung
Im Jahr 2015 gab es folgende Bildungsstätten:
- Kindertageseinrichtung mit 222 Kindergartenplätze und 213 betreuten Kindern
- Grund- / Mittel- / Hauptschule mit 16 Lehrkräften und 284 unterrichteten Kindern.

## Persönlichkeiten
- Michael Jahrstorfer (1896–1972), deutscher Chemiker und Manager der BASF
- Peter Högl (1897–1945), SS-Obersturmführer und Kriminaldirektor des Reichssicherheitsdienstes
- Martin Sperr (1944–2002), Dramatiker und Schauspieler